# Abubakar Adam Ibrahim
Abubakar Adam Ibrahim, né en 1979 à Jos, est un écrivain nigérian. 

## Biographie
Abubakar Adam Ibrahim a étudié la communication à l'université de Jos. Il est journaliste au Daily Trust (en) et vit à Abuja. 
Son premier recueil de nouvelles, The Whispering Trees, est sélectionné pour le premier prix de littérature Etisalat (en) en 2014. La nouvelle qui donne son titre au recueil a également été sélectionnée pour le prix Caine. Le recueil est paru en français en 2022, chez Courant alternatif : Les Arbres qui murmurent.
Il est publié dans Africa39, une anthologie des écrivains originaires d'Afrique subsaharienne les plus prometteurs de moins de quarante ans,. 
Son premier roman, Season of Crimson Blossoms, paraît en 2015 chez Parrésia (Nigeria) et Cassava Republic (Royaume-Uni). Il lui vaut le prix de littérature NLNG, le plus important prix littéraire nigérian, représentant 100 000 dollars. La traduction française de ce roman, signée Marc Amfreville, est parue, sous le titre La Saison des fleurs de flamme, aux Éditions de l'Observatoire, en 2018 (ISBN : 979-10-329-0303-2).
Son roman When We Were Fireflies (en) parait en 2023. Il est traduit en français en 2024 sous le titre Quand nous étions des lucioles par Marc Amfreville (ISBN : 9782260055877) aux éditions Julliard.